# Semipresidentieel systeem
Het semipresidentieel systeem is een regeringsvorm waarin de president en de minister-president/premier in bezit zijn van een dubbele uitvoerende macht en samen het land regeren. De president is onafhankelijk van het parlement, terwijl de minister-president en het kabinet wel verantwoording moeten afleggen aan het parlement.
Het semipresidentieel systeem kan beschouwd worden als een combinatie van een presidentieel en een parlementair systeem. Er bestaan twee verschillende subtypes van een semipresidentieel systeem, namelijk een premier-presidentieel systeem en een president-parlementair systeem. De types die hier worden geschreven zijn ideaaltypes, uit onderzoek blijkt echter dat semipresidentieel systemen in de praktijk met elkaar kunnen verschillen.

## Oorsprong definitie
De term werd voor het eerst gebruikt in 1978 door politicoloog Maurice Duverger in een beschrijving van de Vijfde Franse Republiek. Volgens hem ontstond het idee van de term semipresidentieel systeem doordat er landen rond 1960 waren die een gekozen president hadden die tegelijkertijd samen bestond met een regering die rustte op het vertrouwen van het parlement.
Het eerste geconstateerde semipresidentieel systeem is de Duitse Republiek van Weimar.

### Debat over definitie
Er bestaan verscheidene meningen over de definitie van het semipresidentialisme.
Volgens Duverger moet de constitutie van een semipresidentieel systeem de volgende drie elementen bevatten:
1. “De president van de republiek is gekozen door algemeen kiesrecht.”[2]
2. “De president bezit aanzienlijke bevoegdheden.”[2]
3. “De president heeft naast hem een premier en ministers staan die uitvoerende- en regeringsmachten bezitten. Zij kunnen enkel aan de macht blijven wanneer het parlement geen oppositie tegen hen toont.”[2]

Op deze criteria zijn er verschillende kritieken, onder andere omdat nummer 2 niet duidelijk aangeeft welke bevoegdheden de president bezit.
Sartori vult de Duverger’s criteria aan door in te gaan op de machtsverhouding tussen de president, premier en het kabinet en het parlement. Hij stelt dat de president onafhankelijk is van het parlement, maar niet direct kan regeren omdat het wel afhankelijk is van de premier en het kabinet. Daarnaast zijn de premier en het kabinet niet afhankelijk van de president, maar wel afhankelijk van het parlement. Als laatste aanvulling stelt Sartori dat er ruimte is voor verschuiving binnen de uitvoerende macht zolang er sprake blijft zijn van autonomie tussen de president, de premier en het kabinet. Deze aanvulling biedt meer flexibiliteit dan de definitie van Duverger

## Verschil met parlementaire en presidentieel systeem
Een semipresidentieel systeem is een hybride regeringsvorm dat geen presidentieel of parlementair systeem is, maar een combinatie ervan.
Een presidentieel systeem heeft een president die gekozen is en bezit de uitvoerende macht. De president benoemt de regering en hoeft geen verantwoording af te leggen aan het parlement. Hier is de uitvoerende macht dus niet onderdanig aan de wetgevende macht. De president stelt het kabinet aan en kan hen ook afzetten.
Een parlementair systeem heeft een uitvoerende macht die bestaat uit een minister-president en het kabinet, die wordt gekozen door de wetgevende macht. De uitvoerende macht moet verantwoording afleggen aan het parlement en kan via een meerderheidsstem worden afgezet. Het parlement selecteert het kabinet en kan hen ook afzetten.
De elementen van het presidentieel en parlementair systeem zijn gecombineerd in het semipresidentieel systeem waarin er sprake is van een dubbele uitvoerende macht. Daarnaast is in een semipresidentieel systeem een institutie die het kabinet selecteert, niet bevoegd om hen ook af te zetten. Het verschil tussen een semipresidentieel systeem en presidentieel en parlementair systeem ligt bij de instituties die de uitvoerende macht kunnen aanstellen en afzetten.

## Subtypes
Er zijn twee verschillende vormen van een semipresidentieel systeem volgens Shugart.

### Premier-presidentieel systeem
In deze subtype van het semi-presidentieel systeem zijn de minister-president en het kabinet apart verantwoordelijk voor de meerderheid van het parlement. De minister-president en het kabinet worden aangesteld door de president maar kunnen niet door hem worden afgezet. De meerderheid van het parlement heeft enkel de bevoegdheid om dat te doen. Dit model lijkt op een parlementair systeem, maar het verschil hiermee is dat de president enkele aanvullende bevoegdheden bezit, zoals een veto of een ontbinding. Deze bevoegdheden verschillen per land, aangezien een semi-presidentieel systeem niet overal in de praktijk hetzelfde te werk gaat.
Een voorbeeld van een premier-presidentieel systeem is Frankrijk.

### President-parlementair systeem
In deze subtype van semipresidentieel systeem zijn de minister-president en het kabinet samen verantwoordelijk tegenover het parlement. Het kabinet wordt aangesteld en kan worden afgezet door de president. Deze subtype komt meer overeen met het presidentieel systeem. Wat echter verschilt is dat het parlement te allen tijde het kabinet kan afzetten, ook als de president het er niet mee eens is. De president en het parlement gaan samen over het kabinet, maar uiteindelijk heeft het parlement de autoriteit om het kabinet af te zetten.
Een voorbeeld van een president-parlementair systeem is Duitsland in de Weimarrepubliek.
Deze subtypes dienen ook als kritiek op Duvergers criteria. Shugart vond dat ze te beperkt waren en heeft daarom deze subtypes opgesteld die vervolgens gebruikt zijn in verschillende academische literatuur. Sartori heeft deze subtypes van Shugart bekritiseert, omdat ze naar zijn mening onnodig zijn doordat het een te smalle definitie is en hierdoor weinig cases omvat.

## Landen
Voorbeelden van landen met een semipresidentieel systeem zijn Suriname, Frankrijk, Rusland, Portugal, Egypte, Pakistan, Taiwan, Roemenië, Haïti, Sri Lanka en de Democratische Republiek Congo.